# Phraortes nigricarinatus
Phraortes nigricarinatus är en insektsart som beskrevs av Chen, S.C. och Yun He He 1995. Phraortes nigricarinatus ingår i släktet Phraortes och familjen Phasmatidae. Inga underarter finns listade i Catalogue of Life.